# Johan Pieter Dierquens

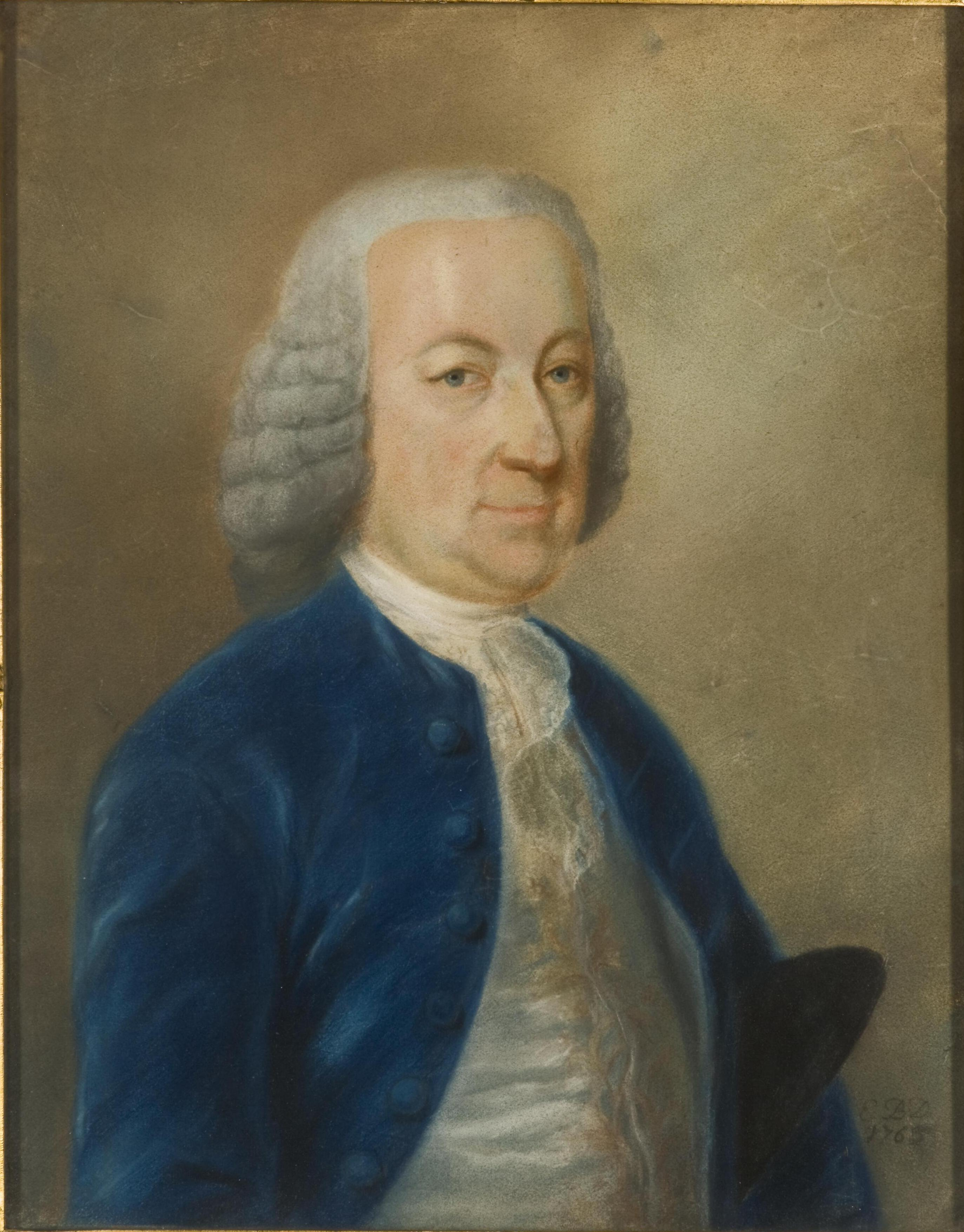
Johan Pieter Dierquens

Mr. Johan (Pieter) Dierquens ('s-Gravenhage, 1 april 1710 - aldaar, 16 maart 1780) was schepen en burgemeester van 's-Gravenhage.

## Biografie
Dierquens werd gedoopt als Johan Dierquens en was een zoon van de baljuw van Den Haag mr. Pieter Dierquens (1668-1714) en Anna Maria Roman (1680-1758). Hij trouwde in 1731 met Elisabeth Agneta Fagel (1709-1768), lid van de familie Fagel en dochter van mr. Cornelis Gerrit Fagel (1663-1746). Uit dit huwelijk werden vier kinderen geboren.
Dierquens studeerde vanaf 1724 rechten te Leiden. Tussen 1730 en 1780 was hij verschillende malen schepen, van 1741 tot 1779 verschillende malen burgemeester van zijn geboortestad. Hij was daarnaast onder andere regent van het Heilige Geesthofje (1734-1769), secretaris der Sociëteit (1743-1780), curator van de Latijnse school (1744-1780), kolonel bij de schutterij (1748-1760) en regent van het Burgerweeshuis (1770-1780).
Dierquens bewoonde onder andere het pand aan het Korte Voorhout waarin nu de Koninklijke Schouwburg is gehuisvest, en de Wassenaarse buitenplaats Eykenhorst die hij in 1736 kocht van de erfgenamen van de Goudse burgemeester Daniël Lestevenon en die vererfde op zijn schoonzoon mr. Herman van Hees, heer in De Tempel, Berkel en Rodenrijs (1728-1786), raad in het Hof van Holland en Zeeland en lid van de familie Van Hees.
De uitgever Hendrik Scheurleer (1724-1768), lid van de familie Scheurleer, droeg in 1756 de prent Gezicht van het Voorhout in 's-Gravenhage aan Dierquens op, in 1760 de prent Gezicht van de Malibaan en Waapenschouwing der Haagse schutterij.
De bibliotheek van Dierquens werd op 11 oktober 1780 door Johan Abraham Bouvink in Den Haag geveild.